# Шаталін Юрій Васильович
Юрій Васильович Шаталін (26 грудня 1934, місто Дмитров, тепер Московської області, Російська Федерація — 14 листопада 2000, місто Москва, Російська Федерація) — радянський військовий діяч, командувач внутрішніх військ Міністерства внутрішніх справ СРСР, генерал-полковник (1987). Член ЦК КПРС у 1990—1991 роках.

## Життєпис
Народився в родині робітників, мати працювала на річковому флоті. У 1954 році закінчив середню школу в селищі Ікша Дмитровського району Московської області.
З 1954 року — в Радянській армії. Навчався у Владимирському піхотному училищі, після його розформування був переведений до Уфимського піхотного училища, а звідти — до Бакинського військового училища, яке закінчив у 1957 році.
У 1957—1962 роках — командир танкового взводу, заступник командира танкової роти в Прикарпатському військовому окрузі.
Член КПРС з 1958 року.
У 1965 році закінчив Військову академію імені М. В. Фрунзе в Москві.
У 1965—1967 роках — командир мотострілецького батальйону 54-го гвардійського мотострілецького полку 203-ї мотострілецької дивізії Туркестанського військового округу. У 1967—1970 роках — начальник штабу 180-го мотострілецького полку 108-ї мотострілецької дивізії Туркестанського військового округу. У 1970—1972 роках — командир 373-го гвардійського мотострілецького полку 5-ї гвардійської мотострілецької дивізії Туркестанського військового округу. У 1972—1974 роках — начальник штабу 58-ї мотострілецької дивізії Туркестанського військового округу. 
У 1976 році закінчив Військову академію Генерального штабу Збройних Сил імені К. Є. Ворошилова.
У 1976—1980 роках — командир 5-ї гвардійської мотострілецької Зимниковської дивізії імені 60-річчя СРСР в Туркестанському військовому окрузі. Дивізія була дислокована в місті Кушка Туркменської СРСР біля кордону з Афганістаном. У грудні 1979 року дивізія першої з Сухопутних військ СРСР була введена в Афганістан з початком Афганської війни. Пройшовши маршем територією Афганістану кілька сотень кілометрів, дивізія розташувалася в афганських районах Герата, Шинданда і Кандагара. Протягом року брав участь у бойових діях.
У грудні 1980 — травні 1982 року — начальник штабу 7-ї гвардійської армії Закавказького військового округу. У травні 1982 — серпні 1984 року — командувач 7-ї гвардійської армії Закавказького військового округу (штаб — місто Єреван, Вірменська РСР).
У серпні 1984 — грудні 1986 року — начальник штабу — перший заступник командувача військ Московського військового округу.
24 грудня 1986 — 15 жовтня 1990 року — начальник Головного управління внутрішніх військ Міністерства внутрішніх справ СРСР, член Колегії МВС СРСР.
15 жовтня 1990 — 21 вересня 1991 року — командувач внутрішніх військ Міністерства внутрішніх справ СРСР, член Колегії МВС СРСР.
Внутрішні війська МВС СРСР під керівництвом Шаталіна брали участь у численних міжнаціональних конфліктах на території СРСР: Карабахський конфлікт (1987—1991), конфлікти у Вірменії та в Азербайджані (з 1988), грузино-абхазький конфлікт (з 1989), Ферганські погроми (1989), Ошські події 1990 року та інші. Окрім «виконання завдань з охорони правопорядку та локалізації конфліктів», Юрій Шаталін керував діями внутрішніх військ щодо підтримки порядку в зоні аварії на Чорнобильській АЕС та під час Спітацького землетрусу у Вірменській РСР.
21 вересня 1991 року звільнений з посади командувача внутрішніх військ МВС СРСР, звинувачений у сприянні серпневому заколоту ДКНС. Якийсь час залишався без призначення.
У грудні 1991 — 1992 року — перший заступник головнокомандувача Прикордонних військ Російської Федерації. 
У 1992—1993 роках брав активну участь у локалізації осетино-інгушського конфлікту, з 12 лютого 1993 був заступником голови тимчасової адміністрації в зоні конфлікту, а з 27 березня по 13 липня 1993 року — головою тимчасової адміністрації в ранзі заступника голови ФСК Російської Федерації в умовах надзвичайного стану. Після вбивства голови тимчасової адміністрації Віктора Поляничка з 1 серпня по 16 вересня 1993 року виконував обов'язки голови тимчасової адміністрації.
З 23 грудня 1993 року — радник голови Уряду Російської Федерації.
У 1995 році звільнений у запас після досягнення граничного віку перебування на військовій службі. Проживав у місті Хотьково Московської області.
Помер 14 листопада 2000 року. Похований на Троєкуровському цвинтарі Москви.

## Звання
- полковник (1975)
- генерал-майор (30.10.1978)
- генерал-лейтенант (28.04.1984)
- генерал-полковник (29.10.1987)

## Нагороди і відзнаки
- орден Мужності (Російська Федерація) — за мужність, виявлену при ліквідації наслідків аварії на Чорнобильській АЕС
- орден Червоного Прапора
- орден Червоної Зірки
- орден «За службу Батьківщині у Збройних Силах СРСР» ІІ ст.
- орден «За службу Батьківщині у Збройних Силах СРСР» ІІІ ст.
- орден «Знак Пошани»
- медалі
- медаль «30-ті роковини Революційних Збройних сил Куби» (Куба) (24.11.1986)
- нагороди Демократичної Республіки Афганістан та Монгольської Народної Республіки